# Dombey e Figlio
Dombey e Figlio (Dombey and Son) è un romanzo dello scrittore inglese Charles Dickens. In origine venne pubblicato a puntate mensili tra l'ottobre 1846 e l'aprile 1848 con il titolo originale completo Dealings with the Firm of Dombey and Son: Wholesale, Retail and for Exportation. Dickens iniziò la stesura del libro a Losanna, in Svizzera, ma si spostò di frequente durante il lavoro di scrittura, ritornando in Inghilterra e iniziando anche un altro romanzo prima di completare Dombey e Figlio.

## Trama

### La nascita di Paul
Il romanzo racconta le gesta di Paul Dombey, proprietario di un'azienda di trasporti molto prestigiosa, il cui sogno è che il figlio continui la sua opera. Il libro inizia con la nascita del figlio che viene chiamato Paul, e con la morte di Fanny, la moglie di Dombey, avvenuta poco tempo dopo il parto: infatti, dopo il parto non ha ragioni di lottare per la sopravvivenza, giacché il marito la tratta con freddezza e alterigia, comportamento che adotta d'altronde con tutte le altre persone con cui ha a che fare: è infatti di carattere estremamente orgoglioso a causa del successo della sua ditta. Questa morte non provoca dunque particolare dolore: la signora Chick, sorella di Dombey, si limita a sentenziare che la defunta signora non è mai stata una vera Dombey e che avrebbe dovuto fare uno sforzo e rimproverare il marito, che per forza dell'abitudine continua a canticchiare motivetti allegri; la signorina Louisa Tox, amica della signora Chick, si dimostra rallegrata del fatto che la sua amica abbia perdonato gli inesistenti peccati della defunta nei suoi confronti; Dombey è troppo altero per ammettere il minimo dispiacere e, in generale, cerca di far credere di aver tratto dal triste avvenimento una morale: l'unica veramente addolorata è Florence, la figlia mai presa in considerazione dal padre in quanto femmina, che le dà l'ultimo bacio.

### La prima infanzia di Paul
Il bambino è inizialmente alquanto vigoroso anche grazie alla signora Toodle, la balia cui viene affidato, molto sana e madre di numerosissimi figli tutti in salute e dal colorito e l'espressione sani "come mele", che hanno ereditato dai genitori; ciononostante, Dombey la tratta con freddezza e le fa assumere un falso cognome, Richards, per non far sapere con che donna di ceto più basso ha a che fare, e le impedisce di far fare conoscenza a Paul dei suoi bambini, temendo che essi lo possano influenzare negativamente. Nonostante egli la tratti in questa maniera, ella si rivela brava e tenera confortando Florence e riesce perfino a fare amicizia con Susan Nipper, la quattordicenne badante dell'orfana di madre da alcuni anni, la quale è "esternamente" bisbetica mentre in fondo è estremamente dolce e affezionata alla sua padroncina. Paul viene battezzato: la signorina Tox, che grazie ad alcuni piccoli favori e atteggiamenti adulatori è riuscita ad ingraziarsi il ricco signore, alla cui mano aspira, segretamente incoraggiata dalla sorella di lui, è la sua madrina; in questa occasione il signor Dombey fa anche un "regalo" alla balia del battezzato, pagando a suo figlio Boiler una pessima scuola chiamata "Degli Arrotini", nel tragitto verso la quale viene preso di mira dagli altri poveri della città, che non possono permettersi un'istruzione; questo favore provoca anche altre conseguenze: per fare visita a suo figlio la Richards approfitta di un giorno in cui il suo datore di lavoro è fuori casa e così va in città assieme alla Nipper e a Florence; dopo aver rallegrato i suoi bambini (che non vede da diverso tempo, in quanto alloggia in casa Dombey), incontra Boiler proprio mentre questo viene maltrattato e si lancia nella lite per soccorrerlo; tuttavia, in mezzo alla confusione che ne nasce la bambina perde di vista la sua badante e dopo aver vagato senza meta viene trovata da una vecchia e bruttissima vecchia, che si fa chiamare "la buona signora Brown" e che, condotta la sua vittima nella sua miserrima abitazione, la deruba dei vestiti più costosi e sostituisce le sue scarpe con quelle vecchie e logore di sua figlia, che non vede da tanto tempo e di cui parla con estremo rimpianto; successivamente la conduce fuori di casa e le ordina di aspettare le tre prima di partire, ordine se non avesse obbedito al quale le sue ipotetiche spie l'avrebbero punita. Florence vaga disperatamente per la città finché viene trovata da un rude marinaio che l'affida ad un giovane leale, virile e sempre allegro di nome Walter Gay; questi è un ragazzo adottato da suo zio; Sol Gills, fabbricante di strumenti nautici, ed è appena stato assunto nella ditta Dombey e Figlio, per la quale lo zio, che prova per lui un affetto fortissimo, aveva stappato una delle due bottiglie di vecchio Madera che teneva in soffitta; l'altra viene riservata per il giorno del suo matrimonio. Sapendo di avere davanti la figlia del suo direttore, Walter è estremamente emozionato e grazie alla sua innata bontà e gentilezza si prende subito cura di lei e la riporta a casa. Qui il vecchio zio si mostra molto sorpreso ma premuroso. In seguito Walter Gills la conduce a casa sua, il che desta grande gioia in tutti, tranne che nel freddo padre, nonostante il giovane avesse proposto ad un impiegato della Dombey e Figlio sui quarant'anni, John Carker, di portare la notizia in al principale, sperando in tal modo di fargli ottenere dei favori: Carker occupa infatti un posto di infima importanza nella ditta e pare misteriosamente rassegnato a non aumentare di livello; il padre riceve freddamente la notizia, ma licenzia la Richards: così Paul viene privato anche della sua "seconda mamma" e diventa gracile e malaticcio, e non socializza normalmente con gli altri bambini; gli adulti lo soprannominano "vecchio stile".

### L'istruzione e la morte di Paul
Paul è molto attaccato alla sorella maggiore, Florence, cosa che Dombey padre giudica irrilevante e una perdita di tempo e che anzi lo infastidisce: egli pensa infatti al drammatico momento della morte della moglie, cui solo lei ha partecipato, e al fatto che lui non riesca a conquistarsi un posto nel cuore del figlio, che pure prova affetto per lui, come lei. Dopo essere stato temporaneamente affidato alla Tox e alla Chick, il piccolo viene mandato in una scuola vicino al mare, a Brighton, sperando che questo sia causa di giovamento alla sua cagionevole salute, dalla signora Pipchin, un'aspra vecchia consigliata dalla Tox, che era stata una sua allieva e che crede che il modo migliore per educare i ragazzi sia piegarli con la forza, a costo di spezzarli; con lei vive la nipote Berry, mentre suo marito ha avuto un colpo apoplettico in Perù, il che contribuisce ad aumentare la stima che il signor Dombey ha di lei, poiché egli si trovava in questo Stato per un incarico molto remunerativo. Tuttavia, la Pipchin è molto dura e picchia spesso diversi ragazzi, fra cui il signorino Bitherstone, i cui genitori si erano trasferiti in India, riserva per sé stessa le migliori pietanze e lascia ai bambini quelle peggiori, e Paul continua a manifestare il suo atteggiamento senile, iniziando fra l'altro a provare un sentimento di ammirazione per l'ultrasettantenne Pipchin.
Intanto il dirimpettaio della signorina Tox, il maggiore Bagstock, un uomo molto orgoglioso di sé, inizia a notare che la sua vicina non lo degna più di attenzione come una volta e, avendo scoperto tramite il suo servitore, definito semplicemente "indigeno" poiché proviene da qualche paese esotico di cui si racconta fosse il re, che parla con la cameriera della Tox, che il bambino che in precedenza aveva accudito era Paul Dombey, decide di conoscerne il padre. Così, dopo aver aspettato a lungo, scopre che Paul frequenta l'istituto della Pipchin e si ricorda che dei suoi amici gli avevano chiesto 
di fare visita a loro figlio, che altri non è che il piccolo Bitherstone: dopo che gli è passata la gotta approfitta del fatto che il signor Dombey si rechi settimanalmente a far visita al figlio e, con il pretesto di andare a trovare Bitherstone, si fa trovare sul luogo: l'adulazione del maggiore gli permette subito di stringere amicizia.
In seguito il padre del ragazzo, che ama il figlio in modo egoistico, unicamente se pensa al ruolo che egli rivestirà nella sua ditta ed è per questo oltremodo impaziente di vederlo cresciuto, decide di iscriverlo ad una costosa scuola privata di Brighton sotto tutela della Pipchin; questa scuola viene paragonata dall'autore ad una serra, dove i ragazzi crescono prematuramente, ma sfioriscono anche prima del tempo. Paul viene affidato alla figlia del direttore, Cornelia Blimber, carina ma rinsecchita a forza di studiare antichità, mentre sua madre, che pure non è in possesso di una vasta cultura, ostenta una grande ammirazione dei grandi classici e in particolare ripete ogni volta che ne ha l'occasione che una delle più alte aspirazioni della sua vita sarebbe di conoscere Cicerone. Paul fa subito conoscenza con gli altri suoi compagni, e in particolare con i suoi compagni di stanza Tozer e Briggs, di modeste capacità e sempre disperato sui libri e di Toots, il più anziano della decina di studenti che frequenta l'istituto, piuttosto sciocco e superficiale ma molto disponibile, il cui unico compito in quella scuola è scriversi lettere firmate da personaggi autorevoli, e con la gentile cameriera Melia, che lo aiuta a vestirsi. Inizia così una vita di studio quasi frenetico, il cui peso viene alleviato solo grazie alle visite di Florence, cui il bambino è sempre più legato, che dopo un po' di tempo si fa fra l'altro comprare dalla Nipper gli stessi tomi che sono diventati oggetto di studio da parte del fratello, per apprenderne il contenuto durante la settimana e aiutare il fratellino ad eseguire i compiti assegnatigli durante la domenica.
Dombey allontana da sé anche la figlia dopo la morte del ragazzo, nonostante lei cerchi di risollevargli lo spirito con il suo affetto. La ragazza sviluppa anche un'affettuosa amicizia con Walter Gay, che un tempo l'aveva salvata quando era stata rapita da bambina. Walter lavora per la compagnia Dombey and Son, ma grazie agli intrighi dell'amministratore dell'impresa, Mr. Carker, viene spedito a lavorare alle Barbados. Durante il viaggio la sua nave affonda e lui viene dato per morto. Lo zio di Walter, il fabbricatore di strumentazioni navali Solomon Gills, parte alla ricerca di Walter. Florence è lasciata sola con i pochi amici rimastole.
Dombey si reca a Leamington insieme al Maggiore Bagstock, dove incontra Mrs. Skewton e sua figlia, Edith Granger. Dopo essere ritornati a Londra, Dombey si risposa; effettivamente compra il matrimonio con Edith dalla madre di lei. L'unione è di conseguenza senza amore; la moglie disprezza la gretta avarizia del marito e disprezza se stessa per non aver saputo opporsi al matrimonio. Il suo affetto per Florence inizialmente la preserva dal suicidio, ma in seguito decide di reagire e si mette in combutta con Mr. Carker decidendo di rovinare l'immagine pubblica di Dombey per poter poi fuggire insieme. Attuano il loro piano, e quando Dombey scopre di essere stato abbandonato, se la prende con Florence, la picchia con rabbia, facendola fuggire di casa terrorizzata. A Digione, La signora Dombey informa Carker che non lo reputa tanto migliore di Dombey, e che non rimarrà nemmeno con lui. Sconvolto, senza più prospettive finanziarie e personali, Carker finisce sotto un treno e rimane ucciso.
Dopo la morte di Carker, si viene a sapere che aveva amministrato malamente l'impresa di Dombey; tempo un anno e l'azienda fallisce e Dombey è lasciato solo; quasi pazzo, a vivere in solitudine nella sua dimora in decadenza.
Nel frattempo Florence ha trovato rifugio presso il Capitano Cuttle, che bada al negozio di Gills in sua assenza. Walter Gay ritorna a casa dopo essere scampato miracolosamente al naufragio della sua nave. Lui e Florence si sposano, e la ragazza si riconcilia con il padre. Dombey trova la felicità nel vedere la figlia felicemente sposata, e tutto finisce per il meglio.

## Significati
Come in molte opere di Dickens, un numero significativo di temi sociali vengono trattati nel romanzo. In particolare il libro si scaglia contro l'allora comune pratica dei matrimoni combinati per motivi finanziari. Altri temi toccati nel romanzo sono la crudeltà sui minori, le relazioni familiari, e come sempre in Dickens, il tradimento e le conseguenze che scaturiscono da esso. Altri temi centrali del libro, che il critico George Gissing esamina dettagliatamente nella sua opera del 1925 The Immortal Dickens, sono quelli dell'orgoglio e dell'arroganza, dei quali Paul Dombey senior è l'incarnazione suprema nell'opera omnia di Dickens. Gissing fece anche qualche appunto alla trama del libro, che in qualche punto trovava inadeguata al talento dello scrittore, per esempio disse che il personaggio principale del libro è fortemente antipatico ed è quasi impossibile identificarsi con lui e che dopo la morte del piccolo Paul Dombey, il lettore perde interesse a tutto quello che accade successivamente nel romanzo.
Un tema secondario presente nell'opera sono la distruzione e il degrado (di persone e luoghi) causati dall'industrializzazione selvaggia, rappresentata in particolare dagli edifici della nuova ferrovia che attraversa Camden Town (presumibilmente ispirata alla costruzione della London and Birmingham Railway avvenuta tra il 1833 e il 1837). Tutto ciò riflette l'apparente antipatia di Dickens per i treni, successivamente acuitasi in lui dopo il suo coinvolgimento nell'Incidente ferroviario di Staplehurst nel 1865.

## Personaggi diDombey e Figlio
- Florence Dombey (detta anche Floy) - figlia di Paul e Fanny Dombey
- Paul Dombey - ricco proprietario della compagnia di spedizioni Dombey e Figlio, si sposa una prima volta con Fanny e una seconda con Edith
- James Carker ("l'amministratore") - disonesto amministratore degli affari del sig. Dombey, nonché fratello di John e Harriet Carker
- Paul Dombey - il figlioletto di Paul e Fanny Dombey, gracile e malaticcio
- Solomon Gills (detto anche "zio Sol") - costruttore di strumenti di navigazione e proprietario del negozio "Wooden Midshipman"
- Walter Gay - nipote di Gills, amico di Florence, impiegato del sig. Dombey, infine marito di Florence
- Capitano Edward Cuttle (detto "Ned") - capitano di marina in pensione, amico di Sol Gills
- Susan Nipper - balia di Florence, in seguito sposa del sig. Toots
- Edith Granger - orgogliosa figlia della sig.ra Skewton, diventa la seconda moglie di Dombey
- Sig. Toots - compagno di scuola di Paul, si innamora di Florence e, infine, sposa Susan Nipper
- Lucretia Tox - amica di Louisa Chick, grande ammiratrice del sig. Dombey e vicina di casa del maggiore Joseph Bagstock
- Maggiore Joseph Bagstock (detto anche "Josh", "Joe", "J. B.", "Vecchio Joe") - maggiore dell'esercito in pensione, ammiratore deluso di Lucretia Tox, amico del sig. Dombey, cui presenta Edith Granger e la madre di questa, Cleopatra Skewton
- Mrs Cleopatra Skewton - madre di Edith
- Louisa Chick - sorella del signor Dombey
- Sig. Toodle - impiegato delle ferrovie e marito di Polly Toodle
- Polly Toodle (detta "Richards") - moglie di Mr. Toodle, ingaggiata come infermiera al capezzale di Paul sotto il nome di Mrs Richards (dietro ordine di Mr. Dombey)
- Robin Toodle - figlio del sig. Toodle e di Polly
- Sig.ra Brown - anziana vagabonda e venditrice di stracci
- Alice - figlia della sig.ra Brown ed ex amante di Carker
- Sig.ra Pipchin - vedova che gestisce una pensione di lusso per bambini a Brighton, dove Paul viene mandato per rimettersi in salute
- Sig. Chick - marito di Louisa Chick
- John Carker (detto "Junior") - disgraziato fratello maggiore di James, impiegato di basso livello nell'azienda di Dombey
- Harriet Carker - sorella di James e John Carker
- Sig. Morfin - assistente amministratore dell'impresa di Dombey
- "The Chicken" - rude amico del sig. Toots
- Jack Bunsby - comandante di una nave, rispettato come un oracolo vivente da Ned Cuttle, finché non sposa la sig.ra Mac Stinger
- Sig.ra Mac Stinger - padrona di casa di Ned Cuttle, poi sposa Jack Bunsby
- Dottor Blimber - direttore di una scuola privata a Brighton, che Paul frequenta per un breve periodo
- Sig.ra Blimber - moglie del dottor Blimber
- Cornelia Blimber - figlia del dottor Blimber e maestra nella sua scuola
- Mastro Bitherstone - un tempo ospite della pensione della sig.ra Pipchin, successivamente studente della scuola del dottor Blimber
- Mastro Skettles - pupillo della scuola di Brighton
- Sir Barnet Skettles - padre di Mastro Skettles
- Lady Skettles - madre di Mastro Skettles
- Fanny Dombey - prima moglie di Paul Dombey, madre di Florence e Paul, morta poco dopo la nascita di Paul
- Signorina Pankey - un tempo ospite della pensione della sig.ra Pipchin
- Sig. Feeder, B. A. - assistente del dottor Blimber, maestro nella scuola
- Briggs - compagno di scuola di Paul
- Tozer - compagno di scuola di Paul
- Diogene (detto "Di") - cane randagio, adorato da Paul e adottato da Florence dopo la morte del bambino

## Film, TV e adattamenti teatrali
Il romanzo è stato trasposto sugli schermi in tre occasioni:
- 1917 - Un film muto con Norman McKinnel nei panni di Paul Dombey e Hayford Hobbs in quelli di Walter Gay
- 1969 - Una miniserie TV con John Carson nella parte di Paul Dombey e Derek Seaton nella parte di Walter Gay
- 1983 - Miniserie TV con Julian Glover nella parte di Paul Dombey e Max Gold in quella di Walter Gay

Ci sono stati anche degli adattamenti radiofonici da parte della BBC.

Nel 2007, una miniserie francese in due parti, Dombais et Fils, è stata prodotta da France 3, diretta da Laurent Jour e con Christophe Malavoy come "Charles Dombais" (Paul Dombey).
Recentemente è stato annunciato che lo scrittore Andrew Davies sta scrivendo una nuova trasposizione televisiva dell'opera per la BBC.

## Edizione originale
Dombey e figlio è stato originariamente pubblicato in 19 puntate mensili; ognuna del costo di 1 scellino (tranne la puntata finale, che costava 2 scellini essendo doppia) e conteneva 32 pagine di testo con due illustrazioni opera di Phiz:
- I - Ottobre 1846 (capitoli 1-4);
- II - Novembre 1846 (capitoli 5-7);
- III - Dicembre 1846 (capitoli 8-10);
- IV - Gennaio 1847 (capitoli 11-13);
- V - Febbraio 1847 (capitoli 14-16);
- VI - Marzo 1847 (capitoli 17-19);
- VII - Aprile 1847 (capitoli 20-22);
- VIII - Maggio 1847 (capitoli 23-25);
- IX - Giugno 1847 (capitoli 26-28);
- X - Luglio 1847 (capitoli 29-31);
- XI - Agosto 1847 (capitoli 32-34);
- XII - Settembre 1847 (capitoli 35-38);
- XIII - Ottobre 1847 (capitoli 39-41);
- XIV - Novembre 1847 (capitoli 42-45);
- XV - Dicembre 1847 (capitoli 46-48);
- XVI - Gennaio 1848 (capitoli 49-51);
- XVII - Febbraio 1848 (capitoli 52-54);
- XVIII - Marzo 1848 (capitoli 55-57);
- XIX-XX - Aprile 1848 (capitoli 58-62).

## Edizioni italiane
In italiano il romanzo è stato pubblicato:
- Carlo Dickens, Dombey & Figlio, trad. di Tito Diambra, Alberto Corticelli Editore, Milano, 1943-1949; riedito col titolo Gli affari della ditta Dombey & figlio, Mursia, Milano, 1966
- Charles Dickens, Dombey e Figlio, Riduzione e rinarrazione dall'inglese di Virginia Galante Garrone, Saie, Torino, 1954-1956; riedita col titolo Potenza del denaro, Collezione Il focolare n.62, Paoline, Vicenza, 1972
- Charles Dickens, Dombey e figlio, introduzione di Steven Marcus, trad. e note di Gioia Angiolillo Zannino, Collana Classici, Rizzoli, Milano, 1994 ISBN 978-88-17-18720-6; Collana Classici, BUR, Milano, 2001 ISBN 978-88-17-12587-1